# El Dorado Hills
El Dorado Hills is een plaats in El Dorado County in Californië in de VS. Deze wordt vaak verward met het nabijgelegen El Dorado.

## Geografie
El Dorado Hills bevindt zich op 38°41'18" Noord, 121°4'42" West. De totale oppervlakte bedraagt 46,4 km² (17,9 mijl²).

## Demografie
Volgens de census van 2000 bedroeg de bevolkingsdichtheid 388,6/km² (1006,3/mijl²) en bedroeg het totale bevolkingsaantal 18.016 dat bestond uit:
- 90,11% blanken
- 0,77% zwarten of Afrikaanse Amerikanen
- 0,46% inheemse Amerikanen
- 4,11% Aziaten
- 0,17% mensen afkomstig van eilanden in de Grote Oceaan
- 1,37% andere
- 3,01% twee of meer rassen
- 4,97% Spaans of Latino

Er waren 5896 gezinnen en 5206 families in El Dorado Hills. De gemiddelde gezinsgrootte bedroeg 3,06.

## Plaatsen in de nabije omgeving
De onderstaande figuur toont nabijgelegen plaatsen in een straal van 16 km rond El Dorado Hills.